# Fara v Dražicích
Fara v Dražicích (asi 6 km západně od Tábora) s číslem popisným 30 je barokní budova vystavěná v 18. století. Od roku 1963 patří mezi kulturní památky.

## Popis
Fara se nachází v horní, zastavěné části obce Dražice, patrně na místě areálu někdejšího hradu. Stavba je štítem orientována do ulice, která probíhá od východu na západ. V jižní části areálu fary se nachází komplex dvou stodol. Mezi starší stodolou a farou je přistavěna brána vedoucí k holubníku a kurníku. Objekt šířkově přesahuje starší stodolu, na kterou na východě navazuje novější stodola. Všechny stavby ohraničují malou zahradu, pouze na straně do ulice je zahrada uzavřena plaňkovým plotem. Na západě od objektu fary se rozkládá rozlehlý ovocný sad, vymezený vysokou ohradní zdí. Na kratší, východní straně je sad přístupný branou.

## Historie
Fara byla vystavěna po obnovení dražické farnosti v roce 1754. Její dnešní podoba pochází z konce 18. století. Od roku 1786 je zde trvale vedena matrika.